# Saâd Chraïbi
Saâd Chraïbi (árabe: سعد الشرايبي ) es un director y guionista marroquí.
Ha realizado numerosas películas que giran en torno a la sociedad y la historia marroquíes, en particular el periodo colonial y los Años de Plomo, pero también la condición de la mujer marroquí. Activista e intelectual, ha escrito numerosos artículos y ha participado en múltiples eventos cinematográficos en todo el mundo. Se dedica a la dirección, la escritura de guiones y la gestión de la producción.

## Biografía
Chraïbi nació el 27 de julio de 1952 en Fez, Marruecos, hijo de Bensalem Ben Abdelkarim y Rqia Bent Abdelkader. Estudió medicina durante dos años (1968-1970) en la Facultad de Medicina de Casablanca antes de pasar un año en la Universidad de Fancine (Francia), especializándose en comunicación. Es hermano de Omar Chraïbi.
En los años 70, se unió a la Federación Nacional de Cine Clubes de Marruecos. En 1976, participó en la producción de la película colectiva Las cenizas de la viña, junto a Abdelkader Lagtaâ y Abdelkarim Derkaoui.
En 1990, dirigió su primer largometraje, Crónica de una vida normal, seguido en 2000 por su película Soif, que evoca el pasado colonial de Marruecos. En 1998, Chraïbi inauguró una trilogía dedicada a la condición de la mujer marroquí con la película Femmes... et Femmes, a la que siguieron Jawhara y Femmes en Miroires. Ocho años más tarde, en 2019, estrenaría otro largometraje Les 3M Histoire Inachevée.
Estuvo casado con Mouna Fettou, la protagonista de su película Femmes... et Femmes.

## Filmografía
| 1978 | La vie d'une village (documental) |
| 1982 | Ghiab                             |
| 1991 | Chronique d'une Vie Normale       |
| 1999 | Femmes... et Femmes               |
| 2000 | Soif (Thirst)                     |
| 2003 | Jawhara                           |
| 2007 | Islamour                          |
| 2011 | Femmes en Miroires                |
| 2018 | Les 3M Histoire Inachevée         |